# 程涛 (内科学家)
程涛（1963年8月—），干细胞生物学家，教授，主要从事实验血液学及干细胞生物学等方面的研究工作。入选中华人民共和国教育部第八批"长江学者"特聘教授，曾就读于第二军医大学军医系。